# Шкафер, Василий Петрович
Василий Петрович Шкафер (1867, Москва — 1 июня 1937, Ленинград) — русский советский оперный певец (тенор) и режиссёр. Заслуженный артист Республики (1925).

## Биография
Василий Шкафер родился в 1867 году в Москве, в многодетной небогатой семье помощника лекаря Московской психиатрической Преображенской больницы. С раннего возраста, обладая звонким альтом, полюбил вокальное искусство и сам любил петь.

### Учёба
Педагоги: Д. М. Леонова, с ней В.Шкафер занимался два года, подготовив несколько романсов и познакомившись с другими певцами; Н. А. Андреев по вокалу и С. Кругликов по теории музыки — в Музыкально-драматическом училище Московского филармонического общества; Ф П. Комиссаржевский — в Музыкально-драматическом училище при Обществе искусства и литературы в Москве. Затем некоторое время совершенствовался в Италии (Милан).

### Творческая биография
Вернувшись в Москву, занимался у Франкетти. Выступал в благотворительных концертах.
В 1892 году дебютировал сразу в крупной роли — в партии Ленского в опере «Евгений Онегин» (Киев, антреприза И. Я. Сетова). Однако дебют прошёл неудачно, и молодому артисту в приеме в труппу было отказано.
Следующий сезон в 1893—1894 работал в Петербурге в частной опере «Творчество оперных артистов», организованном при Панаевском театре.
В 1894—1897 — в Тбилиси.
В 1897—1904 — в Московской частной русской опере С. Мамонтова (в помещении театра театр Солодовникова), куда был принят на должность солиста, но одновременно начал режиссёрскую деятельность. Летом 1898 года С. И. Мамонтов отправил его в Париж продолжить вокальное у профессора Бертрами. Среди особых удач этого периода: партия Моцарта в опере Н. А. Римского-Корсакова «Моцарт и Сальери», где партнёром В.Шкафера в партии Сальери выступил Ф.Шаляпин, постановка 6 (18) ноября 1898 года, дирижёр И. А. Труффи.
В 1904 году поступил в московский императорский Большой театр, где два сезона (до 1906 г.) работал в певцом-солистом и режиссёром оперных спектаклей. В 1906 году был переведен в Петербург в императорский Мариинский театр, где проработал до 1909 года, после чего вновь переехал в Москву в Большой театр и работал в течение 1909—1924 гг., занимая пост главного режиссёра Большого театра в 1911—1917 году; в 1917 году в связи с коренным изменением политической ситуации в стране Большой театр был национализирован советской властью, однако Шкафер продолжил работу в той же должности, а в течение 1917—1923 гг. был председателем Совета Большого театра.
В 1924—1935 — режиссёр и зав.оперной труппой Ленинградского театра оперы и балета (бывший Мариинский театр).
Похоронен в колумбарии Донского кладбища в Москве.

## Исполнительское искусство
«Музыкальная энциклопедия» дает его творчеству такую характеристику: «Обладал небольшим приятным голосом, с успехом выступал в характерных теноровых партиях». Так же пишет и Пружанский А. М.: «Обладал небольшим, хорошо обработанным голосом приятного тембра. Выступал преимущественно в характерных партиях».
На разных оперных сценах, где ему приходилось выступать, В. П. Шкафер исполнил множество партий, среди которых:
- 1898 — «Борис Годунов» М. Мусоргского, ред. Н. Римского-Корсакова — Шуйский
- «Чародейка» — Паисий
- 6 (18) ноября 1898 год — «Моцарт и Сальери» (Московская частная опера С. И. Мамонтова) — Моцарт, первый исполнитель; признается как одна из самых больших удач в творчестве певца[2] (в партии Сальери — Ф. И. Шаляпин)
- 1899 — «Ожерелье» Н. Кроткова (Московская частная опера С.Мамонтова) — Кабил и Мазаччио, первый исполнитель[1].
- 1899 — Пролог к опере «В 1812 году» В. Калинникова — Наум, первый исполнитель[1]
- 22 октября 1899 — «Царская невеста» (Московская частная опера) — Елисей Бомелий, первый исполнитель[2]; В.Шкафер является и первым режиссёром постановки
- 1899 — «Орлеанская дева» П. Чайковского — Карл VII
- 1900 — «Ася» М. Ипполитова-Иванова (по повести И. С. Тургенева) — Гагин, первый исполнитель[1] (Московская частная русская опера С. И. Мамонтова[5])
- 1900 — «Сказка о царе Салтане» Н. Римского-Корсакова — Старый дед, первый исполнитель[1]
- 1902 — «Черевички» П. Чайковского — Школьный учитель
- «Хованщина» М. Мусоргского — Князь Василий Голицын
- «Князь Игорь» А. Бородина — Ерошка
- «Ромео и Джульетта» Ш. Гуно — Бенволио
- «Кармен» Ж. Бизе — Ремендадо
- «Лакме» Л. Делиба — Хаджи

Кроме того, певец неоднократно принимал участие в различных концертах и других выступлениях.

## Режиссёрская работа
Василий Петрович Шкафер являлся в оперной режиссуре новатором, способствуя становлению реалистического искусства, а в оперном спектакле стремился к синтезу музыки, слова и драматургии, уходя от излишней величавости и делая акцент в первую очередь на психологии персонажей в драматических ситуациях, строго следуя сюжетной линии. Среди постановок:
- 22 октября 1899 — «Царская невеста» (Московская частная опера С. Мамонтова) — первая постановка, он же стал первым исполнителем партии Елисея Бомелия
- 1900 — «Сказка о царе Салтане» Н. Римского-Корсакова
- 1900 — «Вильям Ратклиф» Ц. Кюи, совместно с М. В. Лентовским и Я. Л. Кравецким
- 1901 — «Богема» (Большой театр), совместно с Л. В. Собиновым
- 1903 — «Мадемуазель Фифи» Ц. Кюи, первая постановка[1]
- 1904 — «Вертер» Ж.Массне (Большой театр)[1][6]
- 1906 — «Скупой рыцарь» Рахманинова, первая постановка[1]
- 24 января 1906 — «Франческа да Римини» С.Рахманинова, первая постановка, Большой театр[7],
- 1907 — «Сказание о невидимом граде Китеже и деве Февронии» (Мариинский театр), первая постановка[1]
- 1908 — «Тристан и Изольда» Р. Вагнера (Мариинский театр), совместно с В. Э. Мейерхольдом
- 1909 — «Золотой петушок» Н. Римского-Корсакова (Большой театр)
- 1910 — «Дон Кихот» Ж. Массне, совместно с Ф. И. Шаляпиным
- 1911 — «Богема» Дж. Пуччини (Большой теар), совместно с Л. В. Собиновым.
- 1912 «Хованщина» М. Мусоргского, совместно с Ф. И. Шаляпиным, Большой театр
- 1917 — «Аида» Дж. Верди, Большой театр
- 1917 — «Самсон и Далила» К. Сен-Санса, Большой театр
- 1919 — «Ночь перед Рождеством» Н. А. Римского-Корсакова
- 1933 — «Псковитянка» Н. А. Римского-Корсакова (Театр оперы и балета им. Кирова — Мариинский театр)
- 1933 — «Боярыня Вера Шелога» Н. А. Римского-Корсакова (Театр оперы и балета им. Кирова — Мариинский театр)
- 1934 — «Снегурочка», возобновление, Малый оперный театр (Ленинград)

## Педагогическая деятельность
В 1921—1924 гг. — профессор Московской консерватории.

## Сочинения
Книга воспоминаний:
- Сорок лет на сцене русской оперы. Воспоминания. 1890—1930, Л., 1936.

Статьи:
- Настоящее и будущее акоперы // Жизнь искусства. 1926. 1;
- «Китеж» на сцене б. Мариинского театра // Рабочий и театр. 1926. 17;
- Памяти Л. В. Собинова // Сов. артист. 1940. 37.